# Усть-Кинельский
Усть-Кине́льский — посёлок городского типа в Самарской области России. Входит в состав городского округа Кинель. Через посёлок проходит дорога Р225.

## История
История поселка тесно связана с развитием сельскохозяйственной академии. В 1900 году на территории так называемой «Казачьей пашни номер 2» началось возведение построек Алексеевского среднего сельскохозяйственного училища. Впоследствии здесь образовался посёлок.
В 1973 году Указом Президиума ВС РСФСР посёлок Куйбышевского сельскохозяйственного института переименован в Усть-Кинельский.
В 2008 году посёлок вошёл в состав городского округа Кинель.

## Население
| 1989    | 2002    | 2010    | 2012    | 2013    | 2014    | 2015    |
| ------- | ------- | ------- | ------- | ------- | ------- | ------- |
| 7257    | ↗8995   | ↗9988   | ↗10 468 | ↗10 884 | ↗11 205 | ↗11 525 |
| 2016    | 2017    | 2018    | 2019    | 2020    | 2021    |         |
| ↘11 382 | ↗11 384 | ↗11 390 | ↘11 301 | ↗11 354 | ↘10 547 |         |

Население на 1 января 2019 года составляет: 11 301

## Медицина
В посёлке располагаются отделения Кинельской центральной районной больницы (поликлиника и фельдшерско-акушерский пункт).

## Наука и образование
Посёлок является центром сельскохозяйственной науки всего Поволжского региона. В нём расположены:
- Самарский государственный аграрный университет, а также его подразделения:
  - Научно-исследовательский институт селекции и семеноводства;
  - Научно-испытательный институт механизации производства и переработки сельхозпродукции;
- Поволжская машиноиспытательная станция;
- Государственное племобъединение.

«Кинельская земледелка» является старейшим высшим учебным заведением Самарской области. На строительстве училища работала сестра В. И. Ленина — Мария Ильинична. В годы Великой Отечественной войны в Здании, к тому времени уже института, располагался военный госпиталь. Могилы умерших в нём бойцов находятся в 100 метрах позади самого здания в сосновой роще Памяти.
Также имеется средняя общеобразовательная школа, два детских сада, центр внешкольной работы.